# C1QC
C1QC (англ. Complement C1q C chain) – білок, який кодується однойменним геном, розташованим у людей на 1-й хромосомі. Довжина поліпептидного ланцюга білка становить 245 амінокислот, а молекулярна маса — 25 774.
| 10         |  | 20         |  | 30         |  | 40         |  | 50         |
| ---------- |  | ---------- |  | ---------- |  | ---------- |  | ---------- |
| MDVGPSSLPH |  | LGLKLLLLLL |  | LLPLRGQANT |  | GCYGIPGMPG |  | LPGAPGKDGY |
| DGLPGPKGEP |  | GIPAIPGIRG |  | PKGQKGEPGL |  | PGHPGKNGPM |  | GPPGMPGVPG |
| PMGIPGEPGE |  | EGRYKQKFQS |  | VFTVTRQTHQ |  | PPAPNSLIRF |  | NAVLTNPQGD |
| YDTSTGKFTC |  | KVPGLYYFVY |  | HASHTANLCV |  | LLYRSGVKVV |  | TFCGHTSKTN |
| QVNSGGVLLR |  | LQVGEEVWLA |  | VNDYYDMVGI |  | QGSDSVFSGF |  | LLFPD      |

A: Аланін

C: Цистеїн

D: Аспарагінова кислота

E: Глутамінова кислота

F: Фенілаланін

G: Гліцин

H: Гістидин

I: Ізолейцин

K: Лізин

L: Лейцин

M: Метіонін

N: Аспарагін

P: Пролін

Q: Глутамін

R: Аргінін

S: Серин

T: Треонін

V: Валін

W: Триптофан

Задіяний у таких біологічних процесах, як імунітет, вроджений імунітет, шлях активації комплементу. 
Секретований назовні.